# Phi công siêu đẳng Maverick
Phi công siêu đẳng Maverick (tựa gốc tiếng Anh: Top Gun: Maverick) là một bộ phim chính kịch hành động của Hoa Kỳ được phát hành vào năm 2022. Bộ phim được đạo diễn bởi Joseph Kosinski, biên kịch bởi Ehren Kruger, Eric Warren Singer, Christopher McQuarrie, và cốt truyện được xây dựng bởi Peter Craig và Justin Marks. Là phần tiếp theo của bộ phim Top Gun được phát hành vào năm 1986, tác phẩm có sự tham gia của Tom Cruise trong vai Đại tá Pete "Maverick" Mitchell, cùng với các diễn viên Miles Teller, Jennifer Connelly, Jon Hamm, Glen Powell, Lewis Pullman, Ed Harris và Val Kilmer. Top Gun: Maverick tiếp tục kể câu chuyện 36 năm sau của Maverick, khi anh phải miễn cưỡng quay trở lại Chương trình Trợ giáo Chiến thuật Chiến đấu cơ Hải quân Hoa Kỳ (TOPGUN). Tại đây, Maverick phải đối mặt với quá khứ của mình trong quá trình huấn luyện một nhóm phi công Hải quân trẻ tuổi, trong đó có con trai của người bạn thân quá cố của Maverick.
Việc phát triển và xây dựng phần tiếp theo của bộ phim Top Gun đã được Paramount Pictures công bố vào năm 2010. Tom Cruise và Val Kilmer được mời tham gia bộ phim để tiếp tục đảm nhiệm vai diễn gốc của họ, cũng như nhà sản xuất Jerry Bruckheimer và đạo diễn Tony Scott. Đến giữa năm 2012, bản thảo kịch bản đã được hoàn thành. Tuy nhiên, vào ngày 19 tháng 8 cùng năm, đạo diễn Tony Scott nhảy cầu tự tử và quá trình làm phim đã bị hoãn lại. Tháng 6 năm 2017, Joseph Kosinski được mời làm đạo diễn mới và đã viết một bản thảo kịch bản mới cho bộ phim. Quá trình quay phim diễn ra từ tháng 5 năm 2018 tới tháng 4 năm 2019 ở California, Washington, D.C. và Maryland. Bộ phim được ghi hình bằng máy quay phim IMAX có độ phân giải 6K. Bộ phim được lên kế hoạch phát hành vào ngày 12 tháng 7 năm 2019, nhưng đã bị hoãn lại do gặp phải nhiều vấn đề trong quá trình quay một số phân cảnh hành động phức tạp, và sau đó là sự bùng nổ của Đại dịch COVID-19 ảnh hưởng tới toàn bộ nền công nghiệp điện ảnh và lịch trình phát hành phim.
Phi công siêu đẳng Maverick được công chiếu lần đầu tại CinemaCon vào ngày 28 tháng 4 năm 2022, và được phát hành rạp tại Hoa Kỳ và Việt Nam bởi Paramount Pictures dưới các định dạng IMAX, 4DX, ScreenX và Dolby Cinema vào ngày 27 tháng 5 năm 2022. Bộ phim sẽ được phát hành trên nền tảng Paramount+ sau khi công chiếu trên các rạp phim toàn quốc. Bộ phim nhận được nhiều sự hoan nghênh và đánh giá tích cực của giới phê bình, cho rằng Phi công siêu đẳng Maverick có sự vượt trội so với bộ phim tiền nhiệm. Bộ phim đã thu về hơn 1,4 tỷ USD trên toàn thế giới, trở thành bộ phim có doanh thu cao thứ hai trong năm 2022, đứng thứ 11 trong danh sách những bộ phim có doanh thu cao nhất mọi thời đại, là bộ phim thứ hai đạt doanh thu hơn 1 tỷ USD trong thời kỳ sau Đại dịch COVID-19, và là bộ phim có doanh thu cao nhất trong sự nghiệp của Tom Cruise. Bộ phim này đã chính thức tái phát hành tại rạp vào 2 tháng 12 năm 2022.

## Nội dung
Hơn ba thập kỷ sau quãng thời gian làm việc tại Chương trình TOPGUN, Đại tá Pete "Maverick" Mitchell hiện đang đảm nhiệm vai trò phi công thử nghiệm của Hải quân Hoa Kỳ. Một ngày nọ, Chuẩn Đô đốc Chester "Hammer" Cain can thiệp nhằm đóng cửa chương trình máy bay phản lực siêu âm "Darkstar" để chuyển nguồn vốn sang các chương trình máy bay không người lái. Maverick sau đó đã lái chiếc "Darkstar" - nguyên mẫu máy bay thử nghiệm lên tốc độ tiêu chuẩn, rồi đẩy lên mức tốc độ siêu âm rất cao, và khiến chiếc máy bay bị phá hủy. Cain muốn cấm bay Maverick vì sự liều lĩnh của anh, nhưng thay vào đó, ông đã gửi Maverick đến Căn cứ Không lực Hải quân North Island theo mệnh lệnh của Đô đốc Tom "Iceman" Kazansky, cựu thành viên của Chương trình TOPGUN và là bạn thân của Maverick, giờ là Chỉ huy trưởng Hạm đội Thái Bình Dương của Hải quân Hoa Kỳ.
Hải quân Hoa Kỳ được giao một nhiệm vụ quan trọng - phá hủy một nhà máy làm giàu uranium ở một quốc gia nước ngoài. Nhà máy này nằm ở một chỗ lõm sâu của một hẻm núi và được bảo vệ bởi các tổ hợp tên lửa đất đối không S-125 và các đơn vị máy bay được cho là tiêm kích thế hệ năm Su-57. Maverick nhanh chóng lên ý tưởng về việc bay qua vùng thung lũng sâu để tránh radar và ném bom nhà máy theo đội hình hai cặp F/A-18 E/F Super Hornet. Maverick cũng được biết thêm rằng anh sẽ không tham gia vào nhiệm vụ này, thay vào đó, anh được lệnh huấn luyện một nhóm phi công tiêm kích F/A-18E/F Super Hornet được Phó Đô đốc Beau "Cyclone" Simpson và Chuẩn Đô đốc Solomon "Warlock" Bates tuyển chọn từ Chương trình TOPGUN.
Trong quá trình huấn luyện chuẩn bị cho nhiệm vụ, xích mích bắt đầu nảy sinh giữa Hangman và Rooster - con trai của người bạn thân quá cố kiêm Sĩ quan Đánh chặn Radar (RIO) của Maverick là Nick "Goose" Bradshaw. Rooster không vừa lòng trước thái độ thờ ơ và ung dung của Hangman đối với những người đồng đội bay, trong khi Hangman liên tục chỉ trích tính thận trọng quá mức của Rooster. Maverick sau đó được tái ngộ với người bạn gái cũ là Penny Benjamin. Maverick thừa nhận với Penny rằng Carole, người mẹ quá cố của Rooster, đã bắt anh hứa không cho phép Rooster trở thành phi công và hủy đơn đăng ký của Rooster vào Học viện Hải quân. Rooster, không hề hay biết về lời hứa này, căm phẫn Maverick vì đã làm cản trở sự nghiệp quân sự của mình và đổ lỗi cho Maverick về cái chết của cha anh. Maverick không muốn can thiệp sâu hơn vào sự nghiệp của Rooster, nhưng nếu không làm điều đó, Rooster sẽ phải tham gia một nhiệm vụ cực kỳ nguy hiểm.
Maverick sau đó bày tỏ nỗi niềm của mình với Iceman, giờ đang bị ung thư vòm họng giai đoạn cuối. Iceman khuyên nhủ Maverick rằng "Đến lúc phải cho qua mọi chuyện" và "Hải quân cần Maverick". Sau khi Iceman qua đời, Cyclone cách chức Maverick sau một vụ tai nạn huấn luyện dẫn đến việc mất một chiếc F/A-18, và tự đặt các thông số nhiệm vụ mới giúp các phi công tiếp cận mục tiêu dễ dàng hơn nhưng sẽ gặp rủi ro cao hơn khi thoát ly. Tuy nhiên, Maverick tự mình thực hiện một chuyến bay mô phỏng với các thông số ban đầu, và chứng minh được rằng chúng khả thi. Được thuyết phục bởi điều này, Cyclone miễn cưỡng bổ nhiệm Maverick làm chỉ huy nhóm tấn công.
Nhóm tấn công bao gồm bốn máy bay và được chia thành hai đội. Maverick sẽ dẫn đầu đội tấn công đầu tiên trên chiếc F/A-18F cùng với chiếc F/A-18E (làm nhiệm vụ chiếu laser đánh dấu mục tiêu) của Đại úy Natasha "Phoenix" Trace và Sĩ quan Điện tử/Hỏa lực (WSO) - Đại úy Robert "Bob" Floyd; Rooster sẽ dẫn đầu đội tấn công thứ hai cùng với Đại úy Reuben "Payback" Fitch và Sĩ quan Điện tử/Hỏa lực  - Đại úy Mickey "Fanboy" Garcia. Hangman cùng các phi công khác sẽ là nhóm bay dự phòng. Đội bay của Maverick xuất kích từ hàng không mẫu hạm USS Theodore Roosevelt trong khi tuần dương hạm mang tên lửa dẫn đường USS Leyte Gulf bắt đầu phóng tên lửa hành trình Tomahawk vào các căn cứ không quân xung quanh nhà máy. Cả đội phá hủy nhà máy thành công, nhưng họ nhanh chóng bị tấn công bởi các hệ thống tên lửa đất đối không khi thoát ly khỏi khu vực. Rooster hết sạch mồi nhiễu chống tên lửa và hoàn toàn bị động trước những quả tên lửa đất đối không nhằm vào anh. Thấy được điều đó, Maverick đã lái chiếc máy bay của mình vào cản quả tên lửa để bảo vệ Rooster và bật ghế phóng ra ngoài an toàn. Tin rằng Maverick đã hy sinh, toàn bộ máy bay được lệnh bay về tàu, nhưng Rooster đã hành động theo bản năng và quay trở lại. Rooster kịp bắn hạ chiếc trực thăng Mi-24 đang truy đuổi Maverick, nhưng sau đó anh cũng bị bắn hạ bởi tên lửa không đối đất và kịp phóng ghế thoát hiểm ra ngoài. Maverick và Rooster gặp lại nhau dưới mặt đất và cùng nhau tiến về một sân bay đã bị phá hủy. Họ đánh cắp được một chiếc F-14 Tomcat còn nguyên vẹn ở sân bay và cố gắng bay về tàu. Trên đường quay trở về, một tốp Su-57 xuất hiện và tấn công họ. Maverick và Rooster bắn hạ được hai chiếc Su-57, nhưng hết sạch tên lửa và mồi nhiễu khi chiếc Su-57 thứ ba xuất hiện. May mắn thay, Hangman kịp bay đến và bắn hạ chiếc Su-57 đó, và họ cùng nhau bay về tàu trong sự hò reo của mọi người. Tại tàu, Maverick và Rooster đã hòa giải mọi mâu thuẫn trước đó của hai người.
Một thời gian sau, Maverick và Rooster cùng nhau bảo dưỡng chiếc P-51 Mustang tại một nhà chứa máy bay gần cơ sở thử nghiệm, nơi Maverick từng đóng quân trước đây. Penny đến thăm cùng con gái Amelia, và Maverick đã cùng Penny bay du ngoạn trên chiếc P-51. Trong khi đó, Rooster đi đến chỗ bảng ảnh và thấy một bức ảnh chụp lại anh và Maverick đang ăn mừng vì sự thành công của nhiệm vụ năm nào, được đặt giữa những bức ảnh về người cha quá cố của anh và Maverick hồi còn trẻ.

## Diễn viên
- Tom Cruise trong vai Đại tá Pete "Maverick" Mitchell, phi công thử nghiệm và sĩ quan huấn luyện bay của Hải quân Hoa Kỳ, chịu trách nhiệm đào tạo một nhóm phi công của Chương trình TOPGUN.
- Val Kilmer trong vai Đô đốc Tom "Iceman" Kazansky, Chỉ huy trưởng Hạm đội Thái Bình Dương Hoa Kỳ (COMPACFLT), cựu học viên của Chương trình TOPGUN, đối thủ cũ và là bạn thân của Maverick.
- Miles Teller trong vai Đại úy Bradley "Rooster" Bradshaw, một phi công F/A-18E thuộc nhóm huấn luyện bay của Maverick, là con trai của Carole Bradshaw và Trung úy Nick "Goose" Bradshaw - Sĩ quan Đánh chặn Radar (RIO) và bạn thân quá cố của Maverick.
- Jennifer Connelly trong vai Penelope "Penny" Benjamin, mối tình nhen nhóm của Maverick, một bà mẹ đơn thân, chủ một quán bar và là con gái của một cựu Đô đốc.
- Jon Hamm trong vai Phó Đô đốc Beau "Cyclone" Simpson, Chỉ huy trưởng Không lực Hải quân Hoa Kỳ (COMNAVAIRFOR).
- Glen Powell trong vai Đại úy Jake "Hangman" Seresin, một phi công F/A-18E thuộc nhóm huấn luyện bay của Maverick.
- Ed Harris trong vai Chuẩn Đô đốc Chester "Hammer" Cain, cấp trên của Maverick và là Giám đốc Dự án Darkstar.
- Charles Parnell trong vai Chuẩn Đô đốc Solomon "Warlock" Bates, Giám đốc Trung tâm Phát triển Chiến đấu Không lực Hải quân (NAWDC).
- Monica Barbaro trong vai Đại úy Natasha "Phoenix" Trace, một phi công F/A-18F thuộc nhóm huấn luyện bay của Maverick.
- Lewis Pullman trong vai Đại úy Robert "Bob" Floyd, Sĩ quan Điện tử/Hỏa lực (WSO) của Phoenix.
- Jay Ellis trong vai Đại úy Reuben "Payback" Fitch, một phi công F/A-18F thuộc nhóm huấn luyện bay của Maverick.
- Danny Ramirez trong vai Đại úy Mickey "Fanboy" Garcia, Sĩ quan Điện tử/Hỏa lực của Payback.
- Greg Tarzan Davis trong vai Đại úy Javy "Coyote" Machado, một phi công F/A-18E thuộc nhóm huấn luyện bay của Maverick.
- Bashir Salahuddin trong vai Chuẩn úy Bậc 4 Bernie "Hondo" Coleman, một người bạn của Maverick.
- Manny Jacinto trong vai Đại úy Billy "Fritz" Avalone, một phi công F/A-18E thuộc nhóm huấn luyện bay của Maverick.
- Raymond Lee trong vai Đại úy Logan "Yale" Lee, một phi công F/A-18F thuộc nhóm huấn luyện bay của Maverick.
- Jake Picking trong vai Đại úy Brigham "Harvard" Lennox, Sĩ quan Điện tử/Hỏa lực của Yale.
- Jack Schumacher trong vai Đại úy Neil "Omaha" Vikander, một phi công F/A-18F thuộc nhóm huấn luyện bay của Maverick.
- Kara Wang trong vai Đại úy Callie "Halo" Bassett, Sĩ quan Điện tử/Hỏa lực của của Omaha.
- Lyliana Wray trong vai Amelia Benjamin, con gái của Penny.
- Jean Louisa Kelly trong vai Sarah Kazansky, vợ của Đô đốc Iceman.

Ngoài ra, bộ phim có sự xuất hiện của các diễn viên Anthony Edwards, Meg Ryan, và Kelly McGillis trong vai Nick "Goose" Bradshaw, Carole Bradshaw, và Charlotte "Charlie" Blackwood, nhưng chỉ thông qua các đoạn phim được trích từ bộ phim Top Gun (1986).

## Sản xuất

### Phát triển
Năm 1990, trong đợt quảng bá bộ phim Born on the Fourth of July, Tom Cruise nói anh không muốn tham gia làm phim Top Gun II và III và IV và V, và cho rằng đó là một "sự thiếu trách nhiệm". Quá trình phát triển bộ phim chính thức bắt đầu vào năm 2010 khi Paramount Pictures đề nghị Jerry Bruckheimer và Tony Scott làm phần tiếp theo của Top Gun, với Tom Cruise quay lại đảm nhận vai diễn gốc của anh ấy. Khi được hỏi về ý tưởng về phần phim Top Gun mới, Scott đáp, "Thế giới này khiến tôi bị cuốn hút, bởi vì nó quá khác so với ban đầu. Nhưng tôi không muốn làm lại phim. Tôi không muốn tạo lại một bộ phim giống như cũ. Tôi muốn làm một bộ phim mới hoàn toàn". Bộ phim được tiết lộ là sẽ tập trung vào giai đoạn cuối cùng của thời kỳ không chiến trên không và sự ảnh hưởng của máy bay không người lái trong không chiến hiện đại, và nhân vật do Tom Cruise thủ vai, Maverick, sẽ điều khiển chiếc tiêm kích F/A-18 Super Hornet. Sau khi Scott tự tử vào năm 2012, tương lai về phần tiếp theo của bộ phim Top Gun vẫn còn là một dấu hỏi, nhưng nhà sản xuất Jerry Bruckheimer cam kết vẫn sẽ theo đuổi dự án, đặc biệt là sau khi có sự quan tâm và hợp tác của Tom Cruise và Val Kilmer.
Tháng 6 năm 2017, Tom Cruise tiết lộ rằng tên của bộ phim mới sẽ là Top Gun: Maverick, vì anh ấy "không cần số trong tất cả các tựa phim tiếp theo". Crusie nói thêm rằng đây sẽ là một bộ phim "mang tính cạnh tranh, tương tự như phần đầu tiên", nhưng nói rõ đây là "một phát triển mới của Maverick". Tháng 7 năm 2017, Joseph Kosinski trở thành đạo diễn của bộ phim, sau khi hợp tác với Cruise trong bộ phim Oblivion (2013). Kosinski đã gặp Cruise tại phim trường bộ phim Mission: Impossible - Fallout và đưa cho Cruise xem qua tập ảnh, một tấm poster và tựa đề Phi công siêu đẳng Maverick, trước khi Kosinski chính thức làm đạo diễn bộ phim. Cruise sau đó liên hệ với Jim Gianopulos và xin phép tiến hành xây dựng bộ phim. Ngày 19 tháng 6 năm 2019, tại buổi lễ CineEurope tại Barcelona, những người tham dự lần đầu tiên được xem một số phân cảnh của bộ phim trong buổi giới thiệu đặc biệt của Paramount. Cũng trong buổi giới thiệu này, Chủ tịch Phân phối Sân khấu Quốc tế Mark Viane và đồng Chủ tịch Tiếp thị và Phân phối Toàn cầu Mary Daily đã xuất hiện trong bộ đồ bay như một phần của buổi quảng cáo phim. Năm 2019, tổng số tiền đầu tư của công ty Tencent vào dự án phim chiếm đến 12,5%, nhưng công ty này sau đó đã rút khỏi dự án vì lo ngại bộ phim có thể sẽ khiến Đảng Cộng sản Trung Quốc không vừa ý.

### Xây dựng kịch bản
Vào giữa năm 2010, Christopher McQuarrie đã nhận được lời mời tham gia viết kịch bản cho phần tiếp theo của bộ phim Top Gun, với tin đồn rằng nhân vật Maverick do Tom Cruise thủ vai sẽ đóng vai trò là nhân vật phụ. Năm 2011,  Ashley Edward Miller và Zack Stentz được chỉ định làm biên kịch cho dự án phim. Peter Craig được mời soạn thảo một kịch bản mới theo chỉ đạo của đạo diễn Tony Scott vào tháng 3 năm 2012. Tuy nhiên, dự án này đã bị dừng lại tạm thời sau khi Scott tự tử vào tháng 8 cùng năm. Tháng 3 năm 2014, Bruckheimer nói với The Huffington Post rằng các nhà làm phim đang xây dựng bộ phim theo hướng mới, với viễn cảnh vai trò của các phi công dần bị lỗi thời và được thay thế bởi máy bay không người lái. Tháng 9 năm 2014, phần tiếp theo của Top Gun chính thức được tái khởi động sản xuất với việc Justin Marks tham gia đàm phán vào việc viết kịch bản. Marks tuyên bố rằng phần tiếp theo của Top Gun là "dự án trong mơ" của anh và [Top Gun] là bộ phim "mang tính biểu tượng trong ký ức của anh", đã truyền cảm hứng cho Marks theo đuổi sự nghiệp điện ảnh. Marks đã nghiên cứu về Chương trình Tiêm kích Liên quân và tiêm kích F-35 trước khi viết kịch bản cho bộ phim Maverick để có thể hiểu rõ "cách Top Gun được thể hiện trong thời đại bây giờ".
Một tuần trước khi nhảy cầu tự tử, Scott dường như đã hoàn thiện kịch bản và bắt đầu dò tìm các địa điểm quay phim. Ông và Cruise đã tham qua Căn cứ Không lực Hải quân Fallon ở Nevada. Tạp chí The Hollywood Reporter nhận định rằng phần tiếp theo của bộ phim Top Gun là một trong ba dự án đang trong quá trình "xây dựng nâng cao" do Scott trực tiếp đạo diễn.
Trong buổi thảo luận về kịch bản ở Paris, nơi Cruise đang ghi hình bộ phim Mission: Impossible - Fallout, Kosinski đã đưa ra hai ý tưởng cho Cruise. Ý tưởng đầu tiên là về cảm xúc cốt lõi của bộ phim, sẽ tập trung vào mối quan hệ bị cắt đứt giữa Maverick và con trai của Goose trong khi phải đương đầu với một nhiệm vụ nguy hiểm. Ý tưởng thứ hai sẽ tập trung vào vị trí hiện tại của Maverick trong Hải quân Hoa Kỳ, Dự án Darkstar và các bí mật xung quanh chương trình này. Với Konsinski là đạo diễn chính thức, nhà biên kịch Eric Warren Singer bắt đầu viết lại kịch bản cho bộ phim vào tháng 8 năm 2017. Tháng 10 năm 2018, Christopher McQuarrie được mời tham gia viết lại kịch bản phim. Theo Giáo sư Roger Stahl của Đại học Georgia, các hồ sơ được công bố đã tiết lộ rằng quan chức Quân đội Hoa Kỳ được phép thay đổi kịch bản của bộ phim Phi công siêu đẳng Maverick, bao gồm việc đưa vào các "điểm mấu chốt chính" như chính sách đối ngoại và chiến dịch tuyển quân.

### Tuyển chọn diễn viên

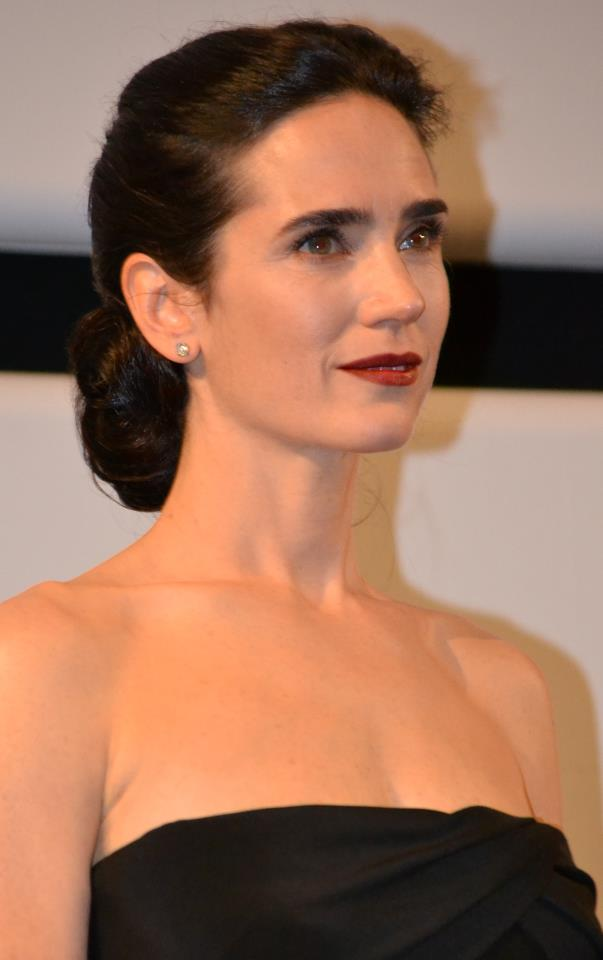
Nữ diễn viên Jennifer Connelly vào vai "Penny", mối tình nhen nhóm của Maverick trong bộ phim.

Việc Tom Cruise tham gia vào bộ phim Phi công siêu đẳng Maverick lần đầu tiên được công bố vào tháng 1 năm 2016. Val Kilmer sau đó đã vận động trên trang Facebook của mình để có thể được đóng lại vai diễn của mình trong bộ phim, và đến tháng 6 năm 2018, The Wrap đưa tin rằng Kilmer sẽ xuất hiện trong bộ phim. Trong khi Bruckheimer và các nhà làm phim muốn đưa Kilmer trở lại bộ phim, Cruise lại kiên quyết cho phép Kilmer tái đảm nhiện vai diễn gốc của mình. Một đoạn trailer được phát hành vào tháng 3 năm 2022, trong đó có một bức ảnh chụp Kilmer trong bộ quân phục Đô đốc bốn sao. Tháng 7 năm 2022, Miles Teller được chọn vào vai Rooster, con trai của Goose. Một tháng sau đó, Jennifer Connelly tham gia dàn diễn viên chính của phim, và vào vai một bà mẹ đơn thân kinh doanh quán bar gần căn cứ của Maverick.
Tháng 8 năm 2018, Glen Powell chính thức tham gia diễn xuất và được vào vai một viên phi công trong nhóm huấn luyện của Maverick, sau khi gây được nhiều ấn tượng với Tom Cruise, nhà sản xuất Jerry Bruckheimer và các giám đốc điều hành của Paramount Pictures và Skydance Media trong các buổi thử vai của anh. Trong cùng tháng, Monica Barbaro, Thomasin McKenzie, Charles Parnell, Jay Ellis, Bashir Salahuddin, Danny Ramirez, Ed Harris, Jon Hamm và Lewis Pullman được chọn vào dàn diễn viên của phim. Tháng 9 năm 2018, Manny Jacinto tham gia vào bộ phim. Tháng 10 năm 2018, Kara Wang, Jack Schumacher, Greg Tarzan Davis, Jake Picking, Raymond Lee, Jean Louisa Kelly và Lyliana Wray tham gia diễn xuất, với Wray thay thế vai diễn của McKenzie. McKenzie đã rời bộ phim để tham gia đóng bộ phim Lost Girls. Tháng 11 năm 2018, Chelsea Harris tham gia dàn diễn viên với một vai diễn quần chúng. Kelly McGillis và Meg Ryan, hai diễn viên chính trong bộ phim Top Gun năm 1986, không được mời đảm nhiệm vai diễn gốc trong phần tiếp theo.

### Quay phim

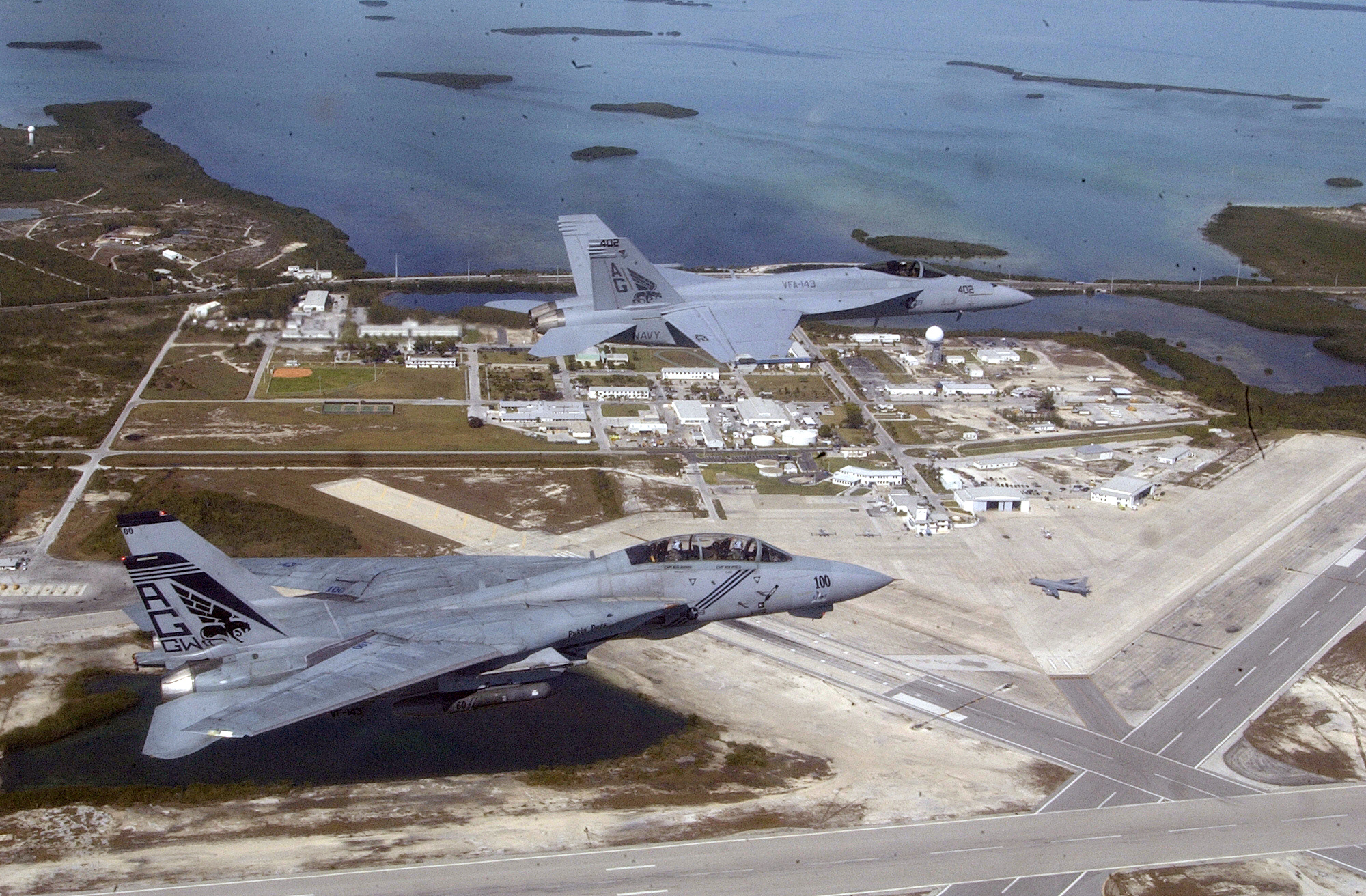
F-14B Tomcat (gần) và F/A-18E Super Hornet (xa), hai trong số các loại máy bay được sử dụng trong bộ phim.

Để tạo ra các cảnh quay khiến người xem thực sự tin rằng các diễn viên đang tự mình điều khiển máy bay của họ, các nhà sản xuất phim đã trả 11.374 USD mỗi giờ cho các phi công Hải quân và những chiếc F/A-18E/F Super Hornet mượn để đóng phim. Ít nhất một chiếc F/A-18F Super Hornet được gắn các loại máy quay đặc biệt để có thể quay các diễn viên ngồi ở ghế sau. Tom Cruise đã tự thiết kế một "chương trình đào tạo" kéo dài ba tháng nhằm đào tạo các diễn viên vào vai phi công trong bộ phim. "Chương trình" này sẽ giúp các diễn viên làm quen với các động tác nhào lộn trên không, lực G và giúp họ hiểu được cách vận hành thiết bị và máy quay trong buồng lái. Ngoài ra họ sẽ học thêm vài khóa đào tạo bắt buộc của Hải quân dành cho các thành viên phi hành đoàn, bao gồm kỹ thuật thoát khẩn cấp dưới mặt nước. Monica Barbaro cho biết cô và các diễn viên khác đã phải trải qua các pha nhào lộn trên không trong chiếc máy bay Extra 300L được điều khiển bởi phi công thử nghiệm Chuck Coleman, kể cả ngay trước các chuyến bay F/A-18F, để đảm bảo cơ thể của họ có đủ khả năng chịu đựng cần thiết. Các diễn viên cũng được đào tạo thêm về kỹ thuật ánh sáng, quay phim, và cách vận hành máy quay hiệu quả bởi vì, như Bruckheimer đã nói "họ sẽ phải tự thân vận động khi họ lên những chiếc máy bay phản lực đó."

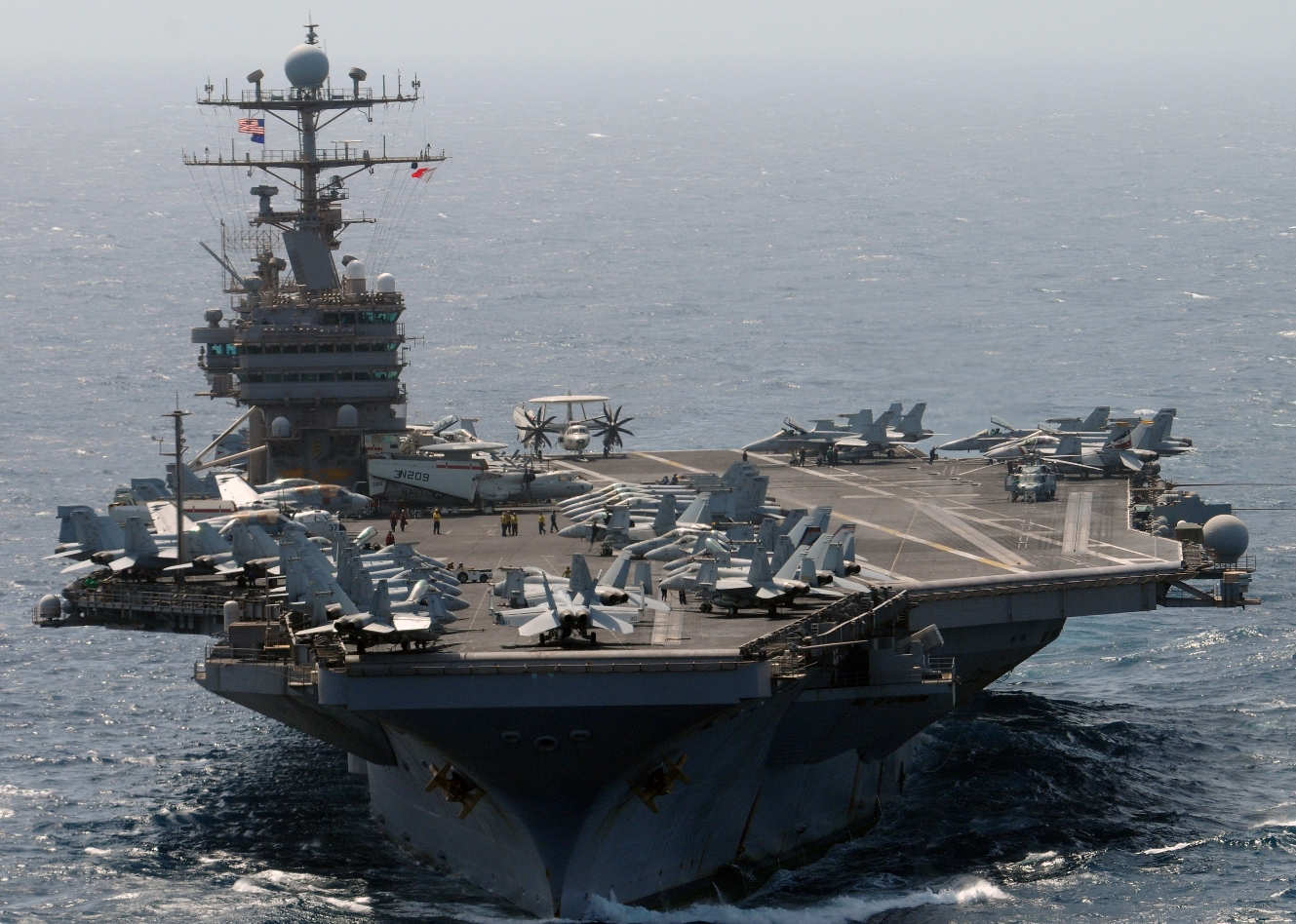
Vài phân cảnh phim đã được ghi hình trên chiếc hàng không mẫu hạm USS Abraham Lincoln.

Quá trình quay phim sơ bộ chính thức bắt đầu vào ngày 30 tháng 5 năm 2018, tại San Diego, California. Vào cuối tháng 8, một đoàn làm phim gồm 15 người của Paramount và Bruckheimer Films đã lên hàng không mẫu hạm USS Abraham Lincoln đang neo đậu Norfolk để quay hoạt động bay trên đường băng. Giữa tháng 2 năm 2019, Cruise và đoàn làm phim bắt đầu ghi hình trên hàng không mẫu hạm USS Theodore Roosevelt tại Căn cứ Không lực Hải quân North Island. Vào tháng 3 cùng năm, quá trình ghi hình được hoàn thành tại Căn cứ Không lực Hải quân Whidbey Island ở Oak Harbor, Washington. Ngày 19 tháng 6 năm 2019, Miles Teller tiết lộ trong một buổi phỏng vấn rằng anh đã hoàn thành việc ghi hình hai ngày trước đó. Việc chụp ảnh áp phích chính dự định sẽ kéo dài cho đến ngày 15 tháng 4 năm 2019, tại San Diego, Lemoore, China Lake, Chico, và Lake Tahoe ở California; Seattle, Washington; và Căn cứ Không lực Hải quân Pax River, Maryland. Quá trình chỉnh sửa hậu kỳ được đích thân đạo diễn Kosinski giám sát trực tuyến tại nhà của anh trong thời gian giãn cách xã hội do Đại dịch COVID-19.
Bộ phim được quay ở định dạng IMAX bằng các máy quay Venice của hãng Sony, có khả năng quay phim IMAX, có độ phân giải 6K và cảm biến hình ảnh fullframe. Kosinski giải thích rằng nhóm nghiên cứu đã dành hơn một năm cùng với lực lượng Hải quân để tìm cách vận hành các máy quay IMAX bên trong buồng lái, với bốn máy quay hướng về phía diễn viên, hai máy quay hướng về phía trước, và thêm vài máy quay khác được gắn xung qyanh bên ngoài máy bay. Kosinski cho biết "khán giả sẽ cảm nhận được độ chân thực, sức căng, tốc độ và lực hấp dẫn, những thứ không thể đạt được thông qua âm trường hoặc hiệu ứng hình ảnh, một việc vốn cần rất nhiều nỗ lực và công sức." Kosinski tiết lộ rằng đoàn làm phim đã quay tổng cộng hơn 800 giờ, tương đương thời lượng quay của ba tập phim The Lord of the Rings cộng lại. Cảnh quay trên không cũng được ghi lại bằng cách sử dụng máy bay phản lực Aero L-39 Albatros đã được cải tiến để có thể gắn máy quay trên mũi của chúng.

### Dựng phim
Máy bay "Darkstar" khắc họa trong phim được dựa trên chiếc máy bay siêu thanh không người lái Lockheed Martin SR-72, và được chính các kỹ sư làm việc tại Bộ phận Phát triển Skunk Works (đơn vị chịu trách nhiệm thiết kế và phát triển mẫu Lockheed Martin SR-72 thực) của Lockheed Martin hỗ trợ thiết kế. Mô hình chuẩn 1:1 của chiếc máy bay "Darkstar" sau đó được lắp đặt và tiến hành quay phim tại China Lake. Trong một buổi phỏng vấn với Sandboxx, Kosinski nói rằng "Lý do chúng tôi mời Skunk Works là vì tôi muốn chế tạo một chiếc máy bay siêu thanh thực tế nhất mà chúng tôi có thể làm được. Trên thực tế, như bạn đã thấy, chúng tôi đã xây dựng nó một cách quy mô và toàn diện với sự hợp tác giúp đỡ của họ. Nhưng lý do mà nó giống như thật là vì chúng tôi được chính các kỹ sư của Skunk Works giúp đỡ thiết kế. Đó cũng chính là những người đang nghiên cứu mẫu mẫu máy bay thực, giống chiếc "Darkstar" mà họ nghiên cứu để giúp chúng tôi chế tạo cho bộ phim này."
Nhà thiết kế sản xuất Jeremy Hindle, nói rằng việc sử dụng máy bay F-14 Tomcat như từ bộ phim đầu tiên là rất khó khăn vì "không còn chiếc F-14 nào bay được nữa vì [chúng đã bị Hoa Kỳ loại biên chế và] toàn bộ động cơ của chúng đã bị tháo dỡ." F-14 hiện vẫn còn trong biên chế của Không quân Iran, nhưng phải có sự cấp phép đặc biệt từ các nhà chức trách cấp cao thì họ mới được phép mượn để sử dụng. Sau nhiều nỗ lực, đoàn làm phim đã mượn được một chiếc F-14 tại Bảo tàng Hàng không & Vũ trụ San Diego ở California. Cũng theo Hindle, dù mượn được chiếc F-14, nhưng vẫn còn vô vàn thách thức khác, bao gồm việc tháo dỡ, vận chuyển và lắp ráp lại các bộ phận của chiếc máy bay một cách cẩn thận để giúp máy bay hoạt động trơn tru.  Đối với những chiếc máy bay được sử dụng trong bộ phim, đoàn làm phim đã dùng hơn 20 loại máy bay khác nhau được mượn từ khắp nơi trên thế giới.
Hindle nói rằng Kosinski đã đưa ra các thông số kỹ thuật cho mọi chi tiết được thiết kế, bao gồm mũ bảo hiểm, bộ quần áo, đạo cụ và một số thứ khác. Một quán bar quân sự cũ được xây dựng bên một bờ biển ở Los Angeles. Các đạo cụ được làm bằng thép sẽ được lắp ráp ngoài công trường để kiểm tra trực quan, trước khi tháo dỡ và đem vào phim trường lắp ráp lại."

### Hậu kỳ

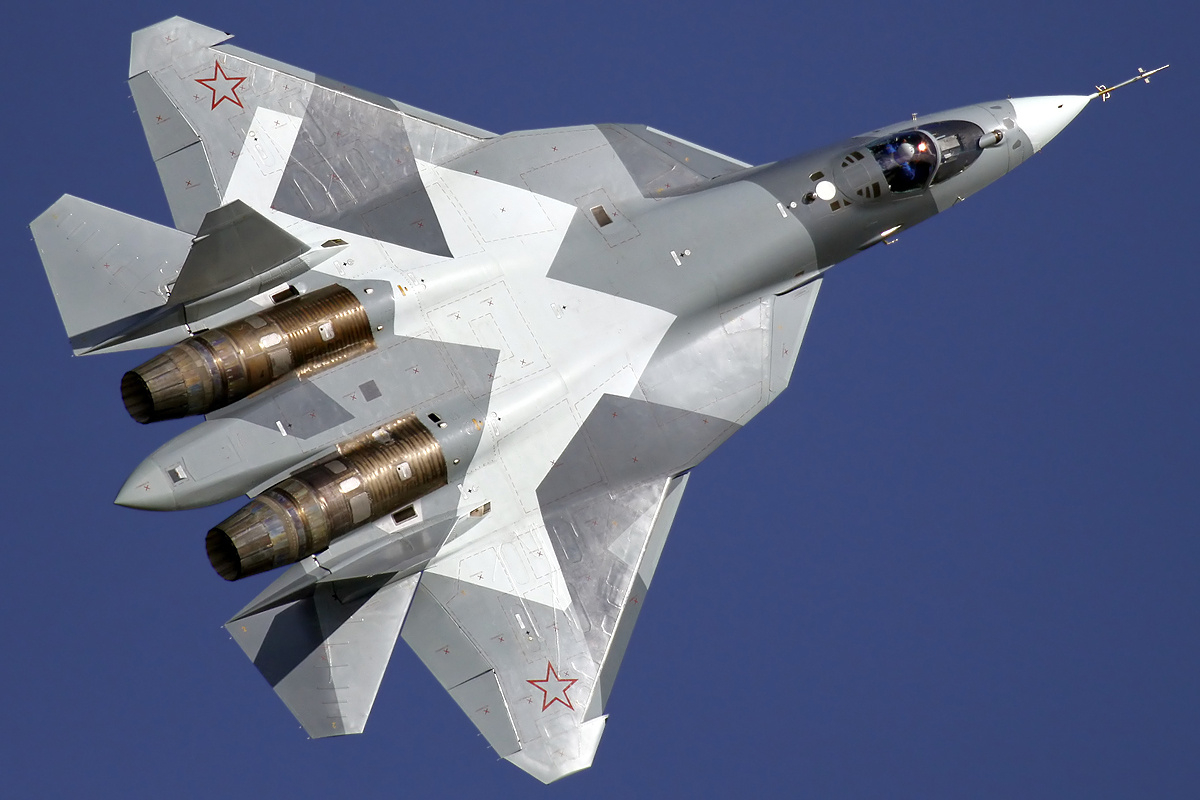
Máy bay tiêm kích thế hệ thứ năm Su-57 - mẫu máy bay được sử dụng bởi quốc gia "thù địch" trong bộ phim.

Trong một buổi phỏng vấn với C.W. Lemoine, Fred Lyn, một trong những nghệ sĩ VFX của đội hiệu ứng đặc biệt nói rằng CGI được sử dụng một cách rộng rãi trong bộ phim, với phân cảnh không chiến giữa F-14 và Su-57 được hình ảnh hóa hoàn toàn bằng máy tính. Lyn cũng nói rằng các phân cảnh F/A-18 phần lớn đều chỉ quay trên một chiếc máy bay duy nhất, và sau đó họ sẽ sử dụng CGI để tạo ra các cảnh huấn luyện không chiến với nhiều "máy bay phản lực" khác. Cảnh phân đội bốn chiếc F/A-18 ở cuối phim cũng chỉ được quay trên một chiếc duy nhất, và ba chiếc còn lại được thêm vào thông qua CGI.
Việc xây dựng hiệu ứng hình ảnh cho bộ phim được chịu trách nhiệm bởi hơn 15 chuyên viên VFX thuộc bốn công ty khác nhau là Method Studios, MPC, Lola VFX, và Blind LTD. Trưởng bộ phận Sản xuất VFX làm nhiệm vụ điều hành và giúp phối hợp các đơn vị VFX với nhau là Ryan Tudhope. Âm thanh phim, bao gồm thiết kế âm thanh, hòa âm và hậu kỳ được Công ty Skywalker Sound chịu trách nhiệm phát triển. Họ còn được giao nhiệm vụ thiết kế âm thanh máy bay với Công ty GE Aviation, công ty chế tạo động cơ phản lực lớn ở Cincinnati.
Vì Val Kilmer đã mất giọng do căn bệnh ung thư vòm họng, giọng nói của anh trong phim đã được tạo lại thông qua công nghệ AI, bằng cách sử dụng âm thanh lưu trữ giọng nói của anh ấy.

## Âm nhạc
Harold Faltermeyer, Lorne Balfe, Lady Gaga và Hans Zimmer chịu trách nhiệm sáng tác phần nhạc cho bộ phim. Nhạc phim được phát hành vào ngày 27 tháng 5 năm 2022, thông qua Interscope Records. Nó được quảng bá bởi hai đĩa đơn, "Hold My Hand" của Lady Gaga và "I Ain't Worried" của OneRepublic. Bản nhạc cũng kết hợp các phần của bài "Top Gun Anthem" gốc, nhạc của bộ phim đầu tiên.

## Quảng bá
Đoạn trailer giới thiệu đầu tiên của bộ phim được công chiếu tại San Diego Comic Con 2019 vào ngày 18 tháng 7 năm 2019, với sự xuất hiện bất ngờ của Cruise tại buổi lễ. Đoạn trailer đầu tiên đã nhận được nhiều lời khen ngợi từ người hâm mộ, với nhiều người ca ngợi sự trở lại của bộ phim và có người còn so sánh với bộ phim Star Wars: Skywalker trỗi dậy. The Hollywood Reporter viết rằng một số người hâm mộ nhận thấy rằng lá cờ của Trung Hoa Dân Quốc và lá cờ của Nhật Bản đã bị xóa khỏi chiếc áo khoác bay của nhân vật do Cruise thủ vai và buộc tội Paramount đã cố tình gỡ bỏ nó để lấy lòng Tencent Pictures, nhà tài trợ của bộ phim có trụ sở ở Trung Quốc, cũng như chính quyền Trung Quốc. Lá cờ Đài Loan và Nhật Bản sau đó đã được thêm vào chiếc áo, và Tencent sau đó rút khỏi bộ phim. Đoạn trailer thứ hai được công bố vào tháng 12 năm 2019, và một bộ lọc mới cho bộ phim được cập nhật trên Snapchat nhằm thu hút "thế hệ khán giả trẻ tuổi".
Tháng 2 năm 2020, nhà sản xuất đồ chơi Matchbox (thuộc sở hữu của Mattel) thông báo rằng họ đang chuẩn bị phát hành một loạt các mô hình của bộ phim Top Gun, bao gồm mô hình máy bay F-14 Tomcat, F/A-18E/F Super Hornet và P-51 Mustang, như cũng như các trò chơi nhập vai. Chúng đã được lên kế hoạch ra mắt công chúng vào ngày 1 tháng 6 năm 2020, mặc dù việc phát hành rạp chiếu phim bị trì hoãn. Tháng 6 năm 2020, công ty sản xuất mô hình lắp ráp Revell cho ra mắt các mô hình Top Gun có tỷ lệ 1/48, bao gồm mô hình F-14 Tomcat và F/A-18E/F Super Hornet giống như trong bộ phim.
Vào ngày 26 tháng 8 năm 2021, 13 phút đầu tiên của bộ phim đã được chiếu tại CinemaCon cùng với đoạn trailer mới và sự có mặt của Tom Cruise (qua mạng) tại sự kiện này. Vào tháng 1 năm 2022, CBS Sports đã phát hành một đoạn clip mới từ bộ phim, cùng thời điểm diễn ra trận đấu cuối cùng giữa Kansas City Chiefs và Cincinnati Bengals tại giải AFC Championship. Vào tháng 2 năm 2022, đoạn trailer cuối cùng của bộ phim đã được phát sóng song song với quảng cáo của Porsche trước thời điểm diễn ra giải Super Bowl LVI. Tháng 4 năm 2020, Project ACES, nhà phát triển của dòng game Ace Combat, đã phát hành một bản DLC cho tựa game Ace Combat 7: Skies Unknown với các mẫu máy bay mới tương tự với những loại máy bay xuất hiện trong bộ phim Phi công siêu đẳng Maverick. Bản DLC này được ra mắt vào ngày 26 tháng 5, một ngày trước khi bộ phim được công chiếu rộng rãi. Một bản cập nhật mở rộng miễn phí dựa bộ phim cũng được thêm vào tựa gane Microsoft Flight Simulator trong cùng ngày, bao gồm máy bay tiêm kích F/A-18E/F Super Hornet và chiếc "Darkstar". Ngày 23 tháng 5, Cruise hợp tác với James Corden, người dẫn chương trình The Late Late Show để tái tạo một cảnh quay chiến đấu như một phần của chương trình quảng bá.

## Phát hành

### Chiếu rạp

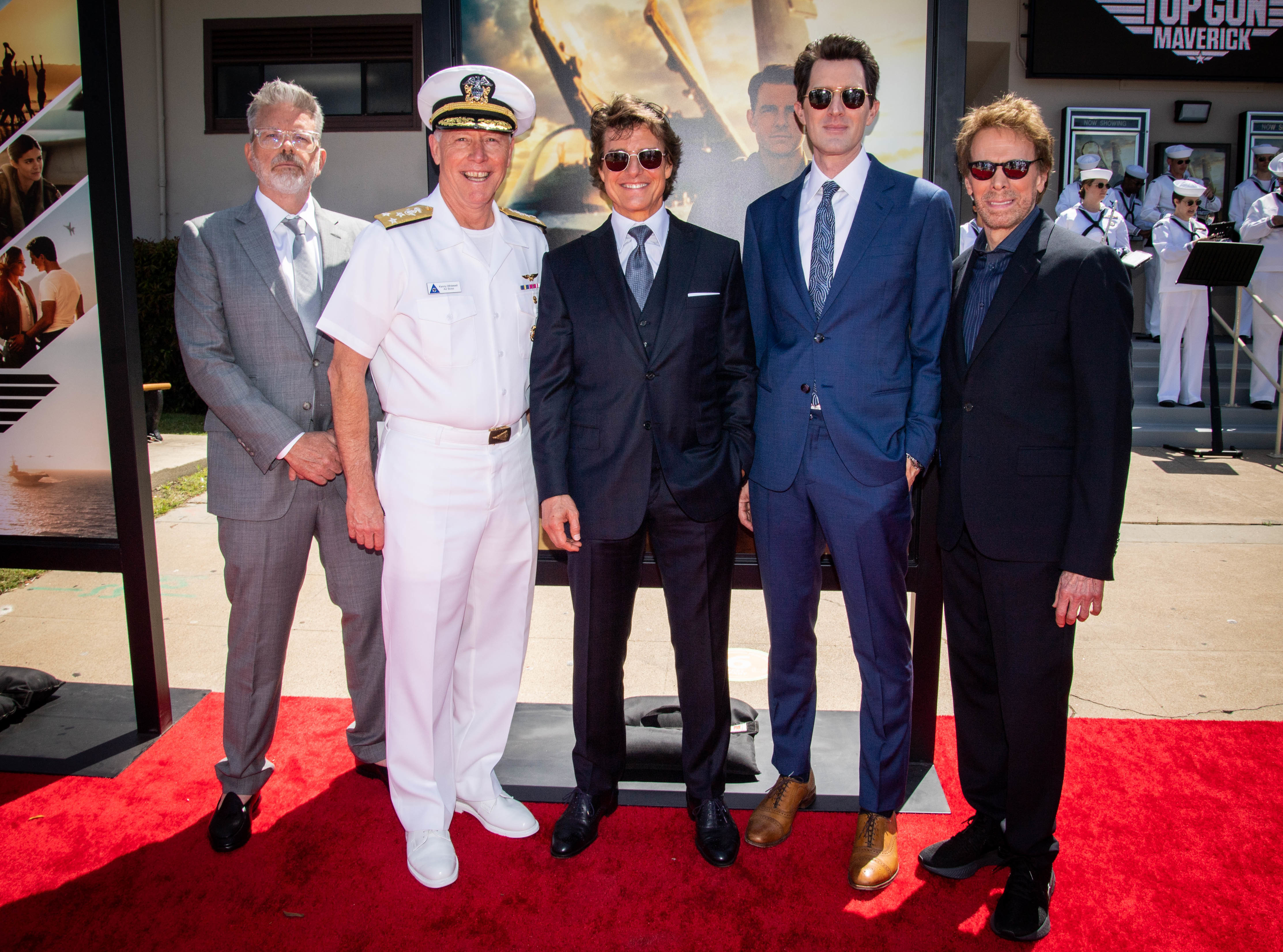
Trái qua phải: Christopher McQuarrie, Phó Đô đốc Kenneth R. Whitesell, Tom Cruise, Joseph Kosinski và Jerry Bruckheimer trong buổi lễ công chiếu phim ở Căn cứ Không lực Hải quân North Island, ngày 4 tháng 5 năm 2022.

Phi công siêu đẳng Maverick được công chiếu chính thức tại các rạp ở Hoa Kỳ vào ngày 27 tháng 5 năm 2022. Ban đầu, bộ phim dự tính sẽ công chiếu rộng rãi vào ngày 12 tháng 7 năm 2019, nhưng bị trì hoãn tới ngày 26 tháng 6 năm 2020 để ghi hình và chỉnh sửa các phân cảnh chiến đấu phức tạp. Tháng 3 năm 2020, dời lịch công chiếu đến ngày 24 tháng 6 năm 2020, sau đó lùi đến ngày 23 tháng 12 do diễn biến phức tạp của Đại dịch COVID-19 do Tổ chức Y tế Thế giới tuyên bố. Lịch công chiếu phim tiếp tục được lùi xuống ngày 2 tháng 7 năm 2021 do xung đột lịch trình của Tom Cruise và sự gia tăng của các ca nhiễm COVID-19, và được lùi một lần nữa xuống ngày 19 tháng 11 năm 2021, trước khi chốt thời gian công chiếu chính thức là tháng 5 năm 2022.
Bộ phim đã có buổi ra mắt tại CinemaCon vào ngày 28 tháng 4 năm 2022, sau đó buổi công chiếu toàn cầu được tổ chức tại Nhà hát San Diego Civic ở San Diego, California, vào ngày 4 tháng 5, và được phát trực tiếp qua nền tảng YouTube. Bộ phim cũng được trình chiếu tại Liên hoan phim Cannes vào ngày 18 tháng 5 trong một Buổi chiếu Tuyển chọn Chính thức, và nhận được sự hoan nghênh nhiệt liệt kéo dài 5 phút từ khán giả. Ngày hôm sau, bộ phim đã có buổi ra mắt tại Buổi biểu diễn Phim Hoàng gia tổ chức ở Quảng trường Leicester, London. Sự kiện này được tổ chức với tài trợ của Tổ chức Từ thiện Điện ảnh & Truyền hình, và dàn diễn viên của phim được gặp gỡ Vương tôn William, Công tước xứ Cambridge và Công tước phu nhân xứ Cambridge. Các rạp chiếu ScreenX và Rạp AMC đã tổ chức các buổi chiếu sớm tại các địa điểm giới hạn trên khắp Hoa Kỳ vào ngày 24 tháng 5 năm 2022.

### Phương tiện tại gia
Netflix, Apple TV+ và HBO Max đã cố gắng mua bản quyền phân phối bộ phim, nhưng đều bị Paramount từ chối. Khi được hỏi về việc các nền tảng phim trực tuyến đang cố gắng mua lại bản quyền phân phối phim tại CinemaCon, Bruckheimer nói rằng bộ phim luôn là điểm đến của riêng màn ảnh rộng. Tại buổi ra mắt phim tại Cannes, Tom Cruise cũng phủ nhận về việc phim sẽ được phát trực tuyến. Thay vào đó, bộ phim sẽ được phát hành trên Paramount+.

## Đón nhận

### Doanh thu phòng vé

#### Toàn cầu
Phi công siêu đẳng Maverick đã thu về hơn 718 triệu USD ở Hoa Kỳ và Canada, và 772 triệu USD ở các vùng lãnh thổ khác, với tổng doanh thu đạt hơn 1,49 tỷ USD trên toàn thế giới. Ngày 17 tháng 6 năm 2022, Phi công siêu đẳng Maverick trở thành bộ phim có doanh thu cao nhất trong sự nghiệp của Tom Cruise sau khi vượt mốc 800 triệu USD trên toàn thế giới, vượt qua mức doanh thu 791,1 triệu USD của bộ phim Mission: Impossible – Fallout. Ngày 26 tháng 6, bộ phim đạt doanh thu hơn một tỷ USD, trở thành bộ phim thứ hai đạt mức này sau thời kỳ COVID-19, sau bộ phim Spider-Man: No Way Home, đồng thời thế chỗ bộ phim Doctor Strange in the Multiverse of Madness để trở thành bộ phim có doanh thu cao thứ hai trong năm 2022 (sau Avatar: Dòng chảy của nước).

#### Hoa Kỳ và Canada
Tại Hoa Kỳ và Canada, bộ phim được công chiếu cùng với The Bob's Burgers Movie, và các chuyên gia dự đoán bộ phim sẽ thu về 85–120 triệu USD trong bốn ngày công chiếu cuối tuần, trong khi một số người ước tính lên tới 130 triệu USD. Bộ phim được công chiếu tại 4.732 rạp, trở thành bộ phim công chiếu rộng rãi thứ hai sau The Lion King (với 4.802 rạp). Bộ phim đã thu về 52 triệu USD trong ngày đầu tiên, 126,7 triệu USD trong ba ngày đầu tiên và 160,5 triệu USD trong vòng bốn ngày. Phi công siêu đẳng Maverick trở thành bộ phim thứ tư sau thời kỳ đại dịch có mức doanh thu phòng vé đạt 100 triệu USD trong ba ngày công chiếu cuối tuần, sau Spider-Man: No Way Home, The Batman và Doctor Strange in the Multiverse of Madness, và trở thành bộ phim thứ hai của Paramount có mức doanh thu cao nhất trong những ngày công chiếu cuối tuần, sau Iron Man 2 (128,1 triệu USD vào tháng 5 năm 2010). Trong dịp cuối tuần thứ hai công chiếu, bộ phim vẫn đứng đầu bảng xếp hạng doanh thu với 90 triệu USD, tương đương với mức sụt giảm doanh thu là 29%. Đây là mức sụt giảm thấp nhất của một bộ phim đạt hơn 100 triệu USD doanh thu trong ba ngày công chiếu cuối tuần, vượt qua bộ phim Shrek 2, với mức sụt giảm 33% trong tuần thứ hai trong đợt công chiếu vào tháng 5 năm 2004.
Bộ phim bị cướp mất ngôi dẫn đầu bởi bộ phim Jurassic World Dominion trong tuần thứ ba ra mắt, nhưng vẫn thu về được 51,9 triệu USD. Ngày 13 tháng 6 năm 2022, Phi công siêu đẳng Maverick trở thành bộ phim đầu tiên có mức doanh thu phòng vé vượt mốc 400 triệu USD tại thị trường Hoa Kỳ và Canada, vượt qua bộ phim Doctor Strange in the Multiverse of Madness để trở thành bộ phim có doanh thu cao nhất trong năm.
Trong tuần công chiếu thứ tư, bộ phim tiếp tục trụ hạng, thu về 44,7 triệu USD (tương đương với mức sụt giảm 14%), trở thành bộ phim có mức doanh thu cao thứ hai trong bốn tuần công chiếu, sau bộ phim Avatar.

#### Các quốc gia khác
Phi công siêu đẳng Maverick đã thu về 124 triệu USD từ 62 quốc gia khác trên thế giới trong tuần đầu ra mắt, cao hơn bộ phim Mission: Impossible – Fallout 28%. Đây là lần ra mắt thành công nhất của Tom Cruise tại 32 quốc gia và là đợt ra mắt phim thành công nhất của Paramount tại 18 quốc gia, trong số 62 quốc gia nói trên. Những thị trường đạt doanh thu cao nhất trong tuần đầu công chiếu là Anh Quốc (19,4 triệu USD), Pháp (11,7 triệu USD), Úc (10,7 triệu USD), Nhật Bản (9,7 triệu USD) và Đức (6,5 triệu USD). Bộ phim lập kỷ lục về sự xuất hiện đầu tiên của Tom Cruise tại thị trường Trung Đông (6,3 triệu USD), Brazil (5,3 triệu USD), Hà Lan (2,4 triệu USD), Thụy Điển (2,2 triệu USD), Bỉ (1,7 triệu USD), New Zealand (1,4 triệu USD), Ba Lan (1,2 triệu USD), Argentina (1,2 triệu USD), Phần Lan (1,1 triệu USD), và Bồ Đào Nha (770.000 USD). Hệ thống rạp chiếu IMAX thu về 10,4 triệu USD trong tuần đầu công chiếu ở ngoài thị trường Canada và Hoa Kỳ. Tờ Deadline Hollywood thị trường Pháp vẫn đạt được 21 triệu USD trong tuần thứ hai công chiếu dù đang có diễn biến thời tiết xấu tại quốc gia này.
Bộ phim đạt mức doanh thu 52,7 triệu USD (giảm 37%) trong tuần công chiếu thứ ba, tăng thêm 39,7 triệu USD trong tuần thứ tư (giảm 25%), và tăng thêm 45,7 triệu USD trong tuần thứ năm khi bộ phim bắt đầu được công chiếu tại Hàn Quốc.

### Đánh giá chuyên môn
Trên hệ thống tổng hợp kết quả đánh giá Rotten Tomatoes, bộ phim nhận được 97% lượng đồng thuận dựa trên 420 bài đánh giá tích cực khác nhau và đạt mức điểm trung bình là 8,2/10. Các chuyên gia của trang web nhất trí rằng, "Phi công siêu đẳng Maverick đã tạo lên được một kỳ tích thậm chí còn phức tạp hơn cú lộn nhào có gia tốc 4g, mang đến một bộ phim vượt xa người tiền nhiệm của nó trong một phong cách giải trí đỉnh cao." Tại trang Metacitic, bộ phim có điểm trung bình là 78 trên 100, dựa trên 63 lượt đánh giá, chủ yếu là những đánh giá tích cực. Lượt bình chọn của khán giả trên trang thống kê CinemaScore cho phần phim điểm "A+" trên thang từ A+ đến F, trong khi trên PostTrak có đến 96% người cho điểm đánh giá tích cực, với 84% trong số đó nhận xét rằng họ rất khuyến khích xem bộ phim này.
Pete Hammond của tờ Deadline Hollywood nhận xét rằng bộ phim này hay hơn bản gốc của nó. Nhà phê bình A. O. Scott của tờ The New York Times gọi đây là một "bộ phim mỏng manh, quá căng thẳng và đôi khi rất thú vị". Alonso Duarade của TheWrap gọi bộ phim là "một bộ phim cảm động ngô nghê cho phái nam và một quảng cáo tuyển quân tạo cảm nhác như kiểu mọi bộ phim về Thế chiến II đều bị đưa vào một thuật toán vậy", và viết rằng bộ phim "xứng đáng được coi là phần nối tiếp của bộ phim ban đầu ở chỗ nó đều thành công và thất bại theo những cách y hệt bản gốc" và "các cảnh bay trong phim đủ nghẹt thở để khiến ta quên rằng những người đàn ông và phụ nữ này đang tham gia vào một viễn cảnh chiến đấu có thể khơi mào lên những cuộc chiến."
Brian Lloyd của Entertainment.ie cho bộ phim 4 sao và nhận xét rằng bộ phim "tuyệt đỉnh rực rỡ" và "tồn tại trong một thế giới do chính nó tạo ra. Nó có những cảnh hoàng hôn vàng, những chiếc áo phông trắng rõ nét hoàn hảo, mái tóc búi cao và ngọn lửa lãng mạn lâu dài khiến tất cả không thể cưỡng lại được." Clarrise Lougherty, biên tập viên chính của tờ The Independent, đã viết rằng bộ phim "ly kỳ như những bộ phim bom tấn khác mang lại. Một bộ phim ly kỳ đến mức người ngồi trên ghế không yên, tạo cảm giác tràn đầy, có thể kết nối mọi người trong một căn phòng tối tăm đầy những người lạ và có thể khiến họ rơi lệ." Richard Brody của tờ The New Yorker đã viết, "Bộ phim mới này, không giống phần tiếp theo mà là một bộ phim được làm lại hoàn toàn, truyền tải được sự kịch tính của những trận không chiến có trong bộ phim 1986 nhưng ở trong bối cảnh chính trị của ngày nay." Tomris Larfy của RogerEbert.com viết rằng: "[một bộ phim] xứng đáng được chiếu trên màn ảnh lớn, với những nét vẽ đầy cảm xúc của Maverick đã tạo nên một sức ảnh hưởng mạnh mẽ [cho người xem]."
Tatsam Mukherjee của Firstpost viết rằng bộ phim khiến anh nhớ đến bộ phim Ford v Ferrari của James Mangold, và khen ngợi sự kết hợp tuyệt vời giữa "người và máy". Anh viết thêm, "Đi đầu trong cuộc đua này là một người đàn ông tên là Tom Cruise, người không muốn gì khác ngoài việc khiến chúng ta phải há hốc mồm. [Tom Cruise] Chứng minh rằng không có bộ phim đa vũ trụ hay siêu sao nào có thể thay thế được máu, mồ hôi và adrenaline của một diễn viên đang cố gắng vượt qua ranh giới của việc làm phim. Chúng ta có thể yên tâm một điều rằng, nếu đó là phim của Tom Cruise, anh ấy sẽ không làm chúng ta thất vọng." Chris Bumbray của JoBlo.com viết rằng "Nếu bạn là một fan hâm mộ của bản gốc, thì bộ phim này sẽ khiến bạn bị choáng ngợp - nhưng ngay cả khi bạn không yêu thích bộ phim kinh điển năm 1986, thì bộ phim này vẫn có rất nhiều điều để đáng xem."

### Phần thưởng và đề cử
Bộ phim đã nhận được sáu đề cử tại Lễ trao giải Oscar lần thứ 95, bao gồm các hạng mục Phim xuất sắc nhất và đã giành chiến thắng tại hạng mục Hòa âm xuất sắc nhất. Tại lễ trao giải Giải BAFTA lần thứ 76 bộ phim đã được đề cử tại các hạng mục như Kỹ thuật điện ảnh xuất sắc nhất, Dựng phim xuất sắc nhất, Âm thanh xuất sắc nhất và Hiệu ứng hình ảnh đặc biệt xuất sắc nhất. Tại Giải Critics' Choice lần thứ 28, bộ phim đã nhận được sáu đề cử và chiến thắng ở hạng mục Kỹ thuật điện ảnh xuất sắc nhất. Bộ phim đã giành được hai đề cử tại lễ trao Giải Quả cầu vàng lần thứ 80. Ngoài hai chiến thắng tại Giải thưởng của Ủy ban Quốc gia về phê bình điện ảnh, Phi công siêu đẳng Maverick còn được Viện phim Mỹ vinh danh là một trong mười bộ phim hay nhất năm 2022.

## Kiện cáo
Tháng 6 năm 2022, gia đình của Ehud Yonay, người đã viết bài "Top Guns" trên cuốn tạp chí California vào tháng 5 năm 1983, được coi là đã truyền cảm hứng cho bộ phim đầu tiên, đã kiện Paramount vi phạm bản quyền đối với việc phát hành bộ phim Phi công siêu đẳng Maverick và yêu cầu bồi thường thiệt hại cũng như lệnh trừng phạt chống lại sự phân phối của bộ phim. Theo đơn kiện, Paramount đã giành được độc quyền điện ảnh đối với bài báo của Yonay nhưng phớt lờ luật bản quyền 35 năm, trong đó các quyền được hoàn lại cho người góa phụ của Yonay là Shosh và con trai Yuval vào tháng 1 năm 2020 sau khi nhà văn này qua đời vào năm 2012.
Đơn kiện tuyên bố rằng Phi công siêu đẳng Maverick chứa các yếu tố tương tự như bài báo gốc và Paramount vẫn tiếp tục quay phim, ngay cả sau khi nhận được thông báo về việc chấm dứt bản quyền. Nhà phân phối phim coi hầu hết phần tiếp theo đã hoàn thành trước khi có thông báo và phủ nhận rằng bộ phim Phi công siêu đẳng Maverick có nguồn gốc từ bài báo của Yonay.

## Tương lai
Vào tháng 5 năm 2022, Teller tiết lộ rằng anh ấy đang đề xuất phần tiếp theo của bộ phim, có tựa đề dự kiến là Top Gun: Rooster với nội dung xoay quanh nhân vật Rooster, tới Paramount Pictures. Vào tháng 7 cùng năm, Teller phát biểu rằng anh đang thảo luận với Cruise về phần tiếp theo của bộ phim này.